# Wellington Brewery
Wellington Brewery is een brouwerij in Guelph, Ontario. Hij is opgericht in 1985 door Phil Gosling en was een van de eerste brouwerijen in Noord-Amerika die weer cask ale ging produceren. In 2011 werd het aantal bestellingen zo groot dat de brouwerij haar capaciteit moest uitbreiden. Er werden twee nieuwe 150hl tanks geïnstalleerd. In januari 2013 werden nog vier tanks geïnstalleerd om de vraag bij te kunnen houden. In 2015 werd het bedrijfsterrein uitgebreid met een oppervlakte van 1115 vierkante meter, inclusief een brouwhuis van 40-hectoliter en een nieuwe verpakkingsfabriek. Op dat moment had het bedrijf 45 man personeel in dienst. Het bedrijf heeft ook een distributiecentrum in Toronto.
In 2000 kwam het bedrijf in handen van Mike Stirrup en Doug Dawkins. In tegenstelling tot veel kleine brouwers in Canada is Wellington nooit overgenomen door een grotere brouwerij; daarom bestempelt het bedrijf zichzelf als Canada’s oudste onafhankelijke bierbrouwer. Traditioneel werd het bier verkocht in flesjes, maar vanwege de groeiende vraag naar het product wordt het tegenwoordig ook in blikjes verkocht.
De Wellington-bieren worden gebrouwen in kleine hoeveelheden, met natuurlijke ingrediënten en zonder gebruik te maken van koude filtratie. Het bier is van nature koolzuurhoudend, wordt niet gepasteuriseerd en wordt gefermenteerd in vaten. De vorm van de brouwerij is een eerbetoon aan de traditionele Eesthuizen, gebouwen waarin hoppe gedroogd werd
Het bedrijf heeft meerdere onderscheidingen gekregen bij evenementen zoals de Canadian Brewing Awards, de Ontario Brewing Awards en de U.S. Open Beer Championship. Zo wonnen Wellington's Imperial Russian Stout en County Dark Ale een gouden medaille, Arkell Best Bitter een zilveren medaille en Iron Duke een bronzen medaille bij de Ontario Brewing Awards in 2016. In de categorie kleine oplage kreeg Wellington onderscheidingen voor de Welly One-Off Serie, A Spice Odyssey en Farmers' Market Rhubarb Saison.

## Bierassortiment
Een aantal van de bieren zijn seizoensgebonden of worden slechts af en toe gebrouwen.
- Upside IPA
- Helles Lager
- Special Pale Ale
- Kickin' Back Dry Hopped Session Ale
- County Brown Ale
- Imperial Russian Stout
- Arkell Best Bitter
- Terrestrial India Brown Ale
- Iron Duke Strong Ale
- Chocolate Milk Stout
- Farmers' Market Rhubarb Saison